# Boîte de direct
Pour les articles homonymes, voir Boîte.

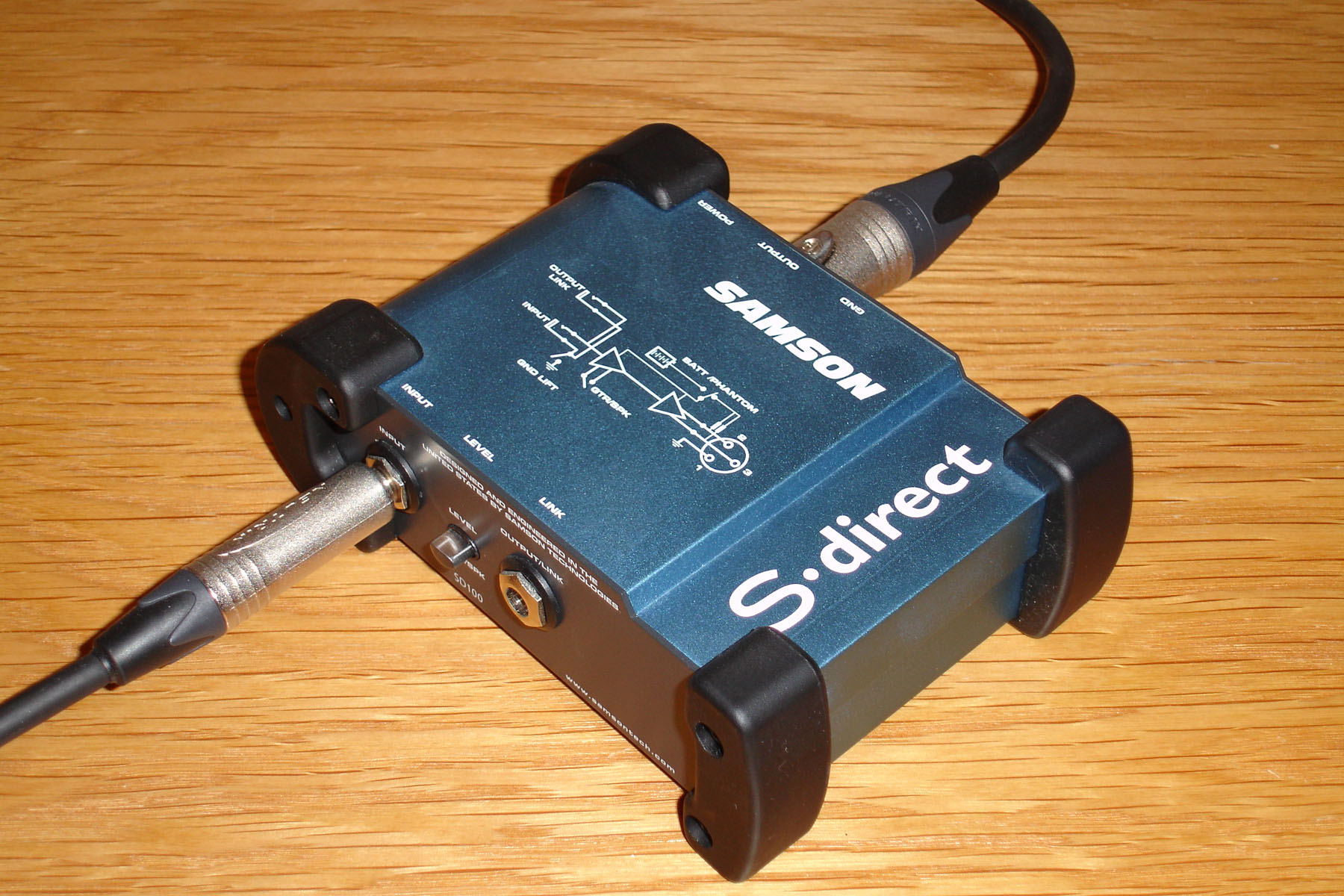
une boîte de direct en action : à gauche, le câble vers l'instrument, à droite le câble vers la console

Une boîte de direct (en anglais, DI-Box) est un outil utilisé principalement dans un studio d'enregistrement et en sonorisation. Celui-ci permet d'adapter l'impédance d'une source (micro capteur d'un instrument de musique, synthétiseur, etc.) à l'entrée micro ou l'entrée ligne d'une console. On l'appelle communément DI (prononcer Di Aïlle) pour "Direct Injection" ou encore "Direct Input".

## Description
Cet outil est destiné à :
- adapter l'impédance de la source à celle de l'entrée de la console.
- Ground lift (en), isoler (ou non) la masse de la source au récepteur afin d'éviter les problèmes de boucle de terre ou de masse.
- rendre le signal symétrique pour limiter le bruit et les interférences.
- adapter le niveau de sortie de la source au niveau que peut recevoir la console.

### Boîte de direct passive

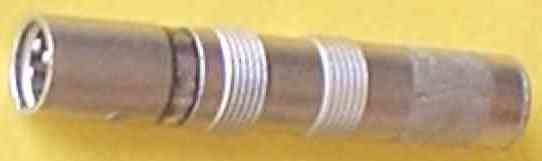
Une boite de direct passive très simple

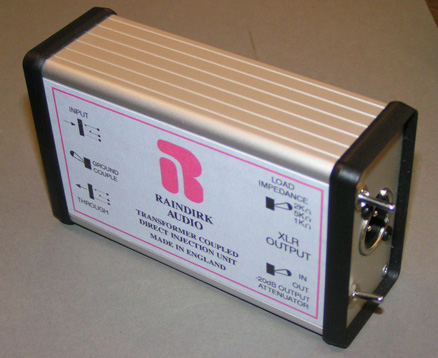
Une boite de direct passive alimentée

Une boite de direct passive se compose généralement d'un transformateur audio convertissant un signal asymétrique  en un signal symétrique. De même, certains instruments ayant une impédance de sortie élevée (micros pick-up de guitare par exemple), la boite de direct permettra d'adapter l'impédance afin d'optimiser la qualité du signal en entrée de console. Les rapports de transformation typiques sont de l'ordre de 10:1 à 20:1.
Les micro capteurs peuvent avoir des impédances variées suivant les instruments (de 50 kΩ pour le capteur magnétique d'une guitare à d'autres valeurs pour des guitares basses, violons, trompettes, etc.).
Sur certaines DI passives "évoluées", un circuit électronique permet une adaptation du signal, un atténuateur (pad) pour tenir compte du niveau de chaque source et un filtre passe-haut.

### Boîte de direct active
Une boite de direct active contient un préamplificateur. Elle est par nature plus complexe et plus polyvalente que les DI passives.
Elle nécessite une source d'énergie, fournie par des piles ou une connexion AC (secteur), ou une alimentation fantôme fournie par la console.

## Applications
Les boîtes de direct sont généralement utilisées dans les cas d'instruments ou d'autres dispositifs dont la connexion est du type Jack asymétrique vers une entrée symétrique XLR.